# Let It Go
Let It Go är debutsingeln av den amerikanska R&B/hiphop-sångaren Ray J från hans debutalbum Everything You Want (1997). Låten presterade mediokert på musiklistorna, dock med en tionde placering i Nya Zeeland och en 25:e placering i USA.

## Format och innehållsförteckningar
- Officiell CD-singel:

1. "Let It Go"
2. "Days of Our Livez"